# Kościół cmentarny św. Jana Ewangelisty w Paczkowie
Kościół cmentarny Świętego Jana Ewangelisty – kościół znajdujący się w mieście Paczków w województwie opolskim. Zniszczony podczas II wojny światowej i pozostawiony jako ruina trwała.

## Historia
Kościół został wzniesiony na średniowiecznym cmentarzu, na miejscu drewnianej, zapewne pochodzącej z XIII wieku świątyni pod wezwaniem Bożego Ciała i Świętego Jana Ewangelisty, która ze względu na stan techniczny została rozebrana w końcu XVI wieku. Budowla została konsekrowana w 1606 roku i zachowała wezwanie św. Jana Ewangelisty. W marcu 1945 roku na skutek działań wojennych świątynia została zniszczona, zachowała się tylko wieża, bez dachu hełmowego, oraz ściany obwodowe nawy do wysokości około 2 metrów. Po wieloletnich sporach dotyczących dalszego losu świątyni w 1974 roku postanowiono o zabezpieczeniu jej jako trwała ruina.

## Architektura
Budowla była orientowana, murowana, wzniesiona z kamienia i cegły, reprezentowała styl renesansowy.  Na bryłę świątyni składały się: trójbocznie zamknięty, oszkarpowany korpus nakryty dachem dwuspadowym i wieża od strony zachodniej zwieńczona dachem hełmowym. W sklepionym, pokrytym architektoniczną polichromią wnętrzu był umieszczony drewniany chór muzyczny i wyposażenie pochodzące z XVII–XVIII wieku. Elewacje wieży, podzielone na cztery kondygnacje, ozdobione są arkadowymi blendami. Wnętrze jest doświetlone przez smukłe biforialne okna. Na wschodniej elewacji zachowały się ślady więźby położonej dawniej nad nawą.